# Параисо (кантон)
Параисо (исп. Paraíso) — кантон в провинции Картаго Коста-Рики.

## География
Находится в центре и на юге провинции. Административный центр — Параисо.

## Округа
Кантон разделён на 5 округов:
1. Параисо
2. Ороси
3. Качи
4. Сантьяго
5. Льянос-де-Санта-Лусия